# Duga njiva
Duga njiva je jedan od najviših vrhova na planini Trebavi u Republici Srpskoj, Bosna i Hercegovina. Nalazi se na oko 24 kilometara od Modriče na nadmorskoj visini od 629 metara. Sa gradom je povezana sa tri asfaltirana pravca — Osječani, Vranjak i Tolisa.
Zbog svojih prirodnih ljepota predložena je za proglašenje kao park prirode. Duga njiva je popularna kao izletište i mjesto za rekreaciju i odmor. U okviru parka se nalazi i manastir posvećenom Svetom Iliji. Na ovom prostoru se nalaze i zaštićena stabla lipe i javora.

## Spoljašnje veze
- Vjesti iz Modriče
- Радио телевизија Републике Српске: 19. годишњица пробоја Коридора, 26.06.2011. (језик: српски)